# Exploración de Júpiter

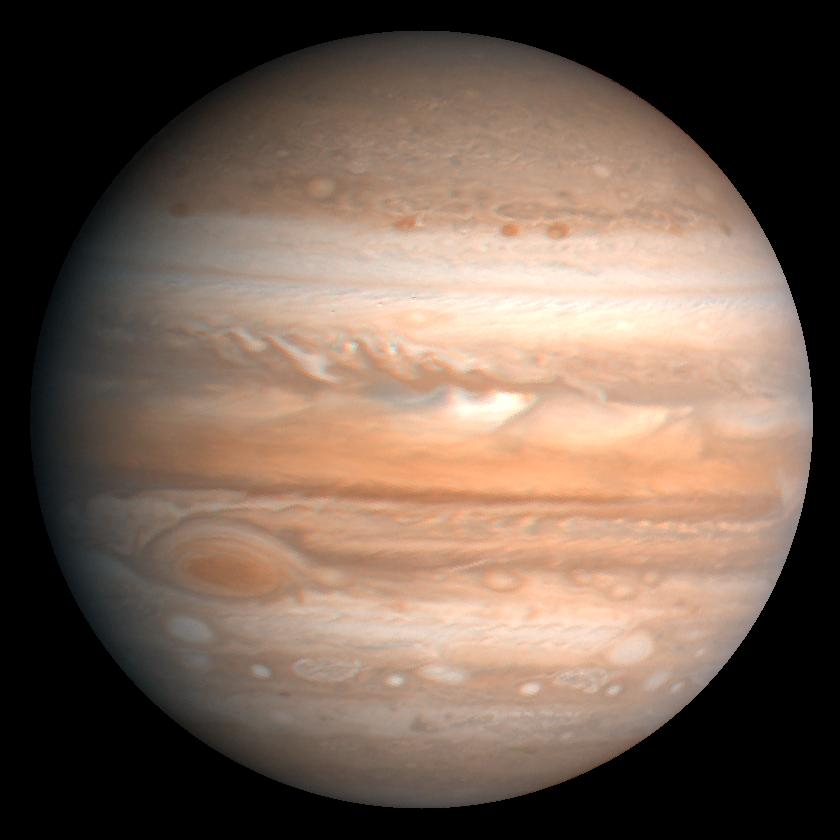
Júpiter.

La exploración de Júpiter se inició en 1973 con una primera misión espacial, que ha sido sucedida por otras siete (a 2011), incluyendo no solo al planeta sino también a sus satélites. Todas estas misiones han sobrevolado la superficie del planeta y han sido realizadas utilizando naves espaciales no tripuladas de la NASA, la mayoría de las cuales, ayudadas por la asistencia gravitatoria, han tomado observaciones detalladas sin sondas espaciales ni entrar en órbita. Dichas misiones incluyen dos del programa Pioneer (10 y 11), dos del programa Voyager (1 y 2), Ulysses, Cassini-Huygens y New Horizons. Galileo ha sido la única que lo ha orbitado y la única que ha ingresado en su atmósfera, convirtiendo a Júpiter en el planeta exterior más visitado.

## Requisitos técnicos

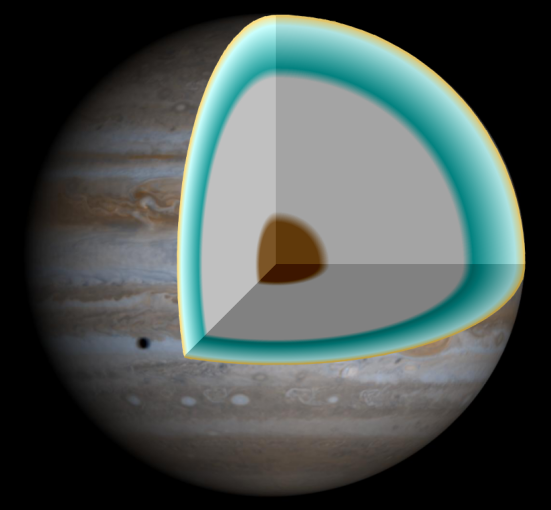
Ilustración de un corte transversal de Júpiter, en donde solo es sólida la porción marrón.

En general, los vuelos a otros planetas de nuestro sistema solar están acompañados de altos gastos de energía. Para que una nave espacial logre llegar a la órbita de Júpiter desde la órbita de la Tierra, se requiere casi la misma cantidad de energía que requeriría levantarla de la superficie terrestre y colocarla en una órbita terrestre baja. En astrodinámica, a este cambio de velocidad se le denomina Δv; la energía requerida para llegar a Júpiter desde la órbita terrestre es de un Δv de 9.2 km/s, comparables a los 9.7 km/s de Δv necesarios para alcanzar una órbita terrestre baja. Sin embargo, la asistencia gravitatoria puede ser utilizada en algunas ocasiones para ayudar a las sondas espaciales, requiriendo menos energía al momento del lanzamiento, aunque aumentaría el tiempo de la misión.
Un problema aún mayor radica en que el planeta no tiene superficie sólida sobre la que aterrizar, ya que debido a su composición gaseosa, hay una suave transición desde su atmósfera y su fluido interior. Cualquier sonda espacial que descendiera por la atmósfera, sería finalmente destruida por la inmensa presión. Otro problema es la cantidad de radiación a la que es expuesta una sonda que llega al planeta, dadas las duras cargas de partículas del entorno alrededor de Júpiter. Por ejemplo, la sonda Galileo lo ha orbitado durante varios años y ha excedido notablemente la cantidad de radiación para la cual fue diseñada. Como resultado de ello, ha sufrido diversos problemas técnicos y fallos atribuidos a los efectos de la radiación.

## Misiones

### Programa Pioneer (1973 y 1974)

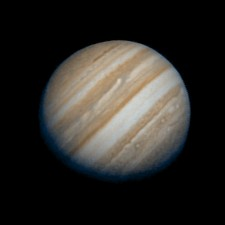
Imagen de Júpiter tomada por la sonda Pioneer 10.

Pioneer 10 fue la primera sonda espacial en explorar Júpiter, que lo hizo en diciembre de 1973, seguida por la Pioneer 11 trece meses después. Pioneer 10 tomó las primeras imágenes de Júpiter desde cerca (3 de diciembre), así como sus satélites galileanos; observó su atmósfera y cinturones de radiación, detectó su campo magnético y determinó que Júpiter es líquido principalmente. Su sucesora, la Pioneer 11, realizó su máximo acercamiento al planeta el 4 de diciembre de 1974 (a unos 34 000 km de las cimas de sus nubes) y obtuvo imágenes de la Gran Mancha Roja, realizó las primeras observaciones de sus regiones polares y de Calisto, una de sus lunas.

### Programa Voyager (1979)
Voyager 1 comenzó a fotografiar Júpiter en enero de 1979, y realizó su máxima aproximación el 5 de marzo siguiente, a 349 000 km del centro del planeta. Debido a su mayor resolución y a su menor distancia, la mayor parte de las observaciones de lunas, anillos, campos magnéticos, radiación y medio ambiente se realizaron en las 24 horas previas y 24 horas posteriores al máximo acercamiento. Terminó de fotografiar el planeta en abril, siendo sucedida por la Voyager 2, que realizó su máximo acercamiento el 9 de julio a 570 000 km de las cimas de sus nubes.

Animación del acercamiento de Voyager 1 a Júpiter en 1979.

Las misiones Voyager mejoraron la comprensión de los satélites galileanos y contribuyeron en el descubrimiento de los Anillos de Júpiter, tomaron las primeras imágenes de su atmósfera y revelaron que la Gran Mancha Roja es un anticiclón que se mueve en contra de las manecillas del reloj, además de otras características, y otras tormentas más pequeñas cerca de la principal. Descubrieron también a Adrastea y Metis orbitando cerca de los anillos, siendo las primeras lunas de ese planeta en ser descubiertas por una nave espacial. Un tercer satélite, Tebe, fue descubierto entre las órbitas de Amaltea e Ío.
Juntas, las dos Voyager registraron una gran actividad volcánica en Ío (un total de nueve erupciones volcánicas, habiendo evidencia de otras ocurridas entre el encuentro con las dos sondas), siendo un descubrimiento inesperado con respecto a Júpiter y convirtiéndose en la primera observación de volcanes activos en otro astro. En Europa descubrieron cientos de líneas, que un principio fueron consideradas como grietas atribuidas a movimientos tectónicos, aunque gracias a las fotografías de la Voyager 2 se determinó el verdadero origen de esas grietas: internamente, Europa es activa, por lo cual tiene solo 30 km de corteza.

### Ulysses (1992)
El 8 de febrero de 1992, Ulysses se acercó a Júpiter a 409 000 km (6.3 radios de Júpiter) de su polo norte para adquirir una gran inclinación orbital, tomando una eclíptica de 80.2°, así, la gravedad de Júpiter alteró la trayectoria de la sonda de tal manera que contara con un afelio de aproximadamente 5 au (aproximadamente la distancia del Sol a Júpiter) y un perihelio de algo más que 1 au (la distancia de la Tierra al Sol) y pasara por los polos del Sol y Júpiter, haciendo algunas observaciones en ambos; la sonda se acercó al planeta una vez más en febrero de 2004, aunque a una distancia mucho mayor, de  2.4 × 108 km/s, realizando otras observaciones a la distancia. Sin embargo, debido a la ausencia de cámaras a bordo, no se ha tomado ninguna imagen.

### Galileo (1995-2003)

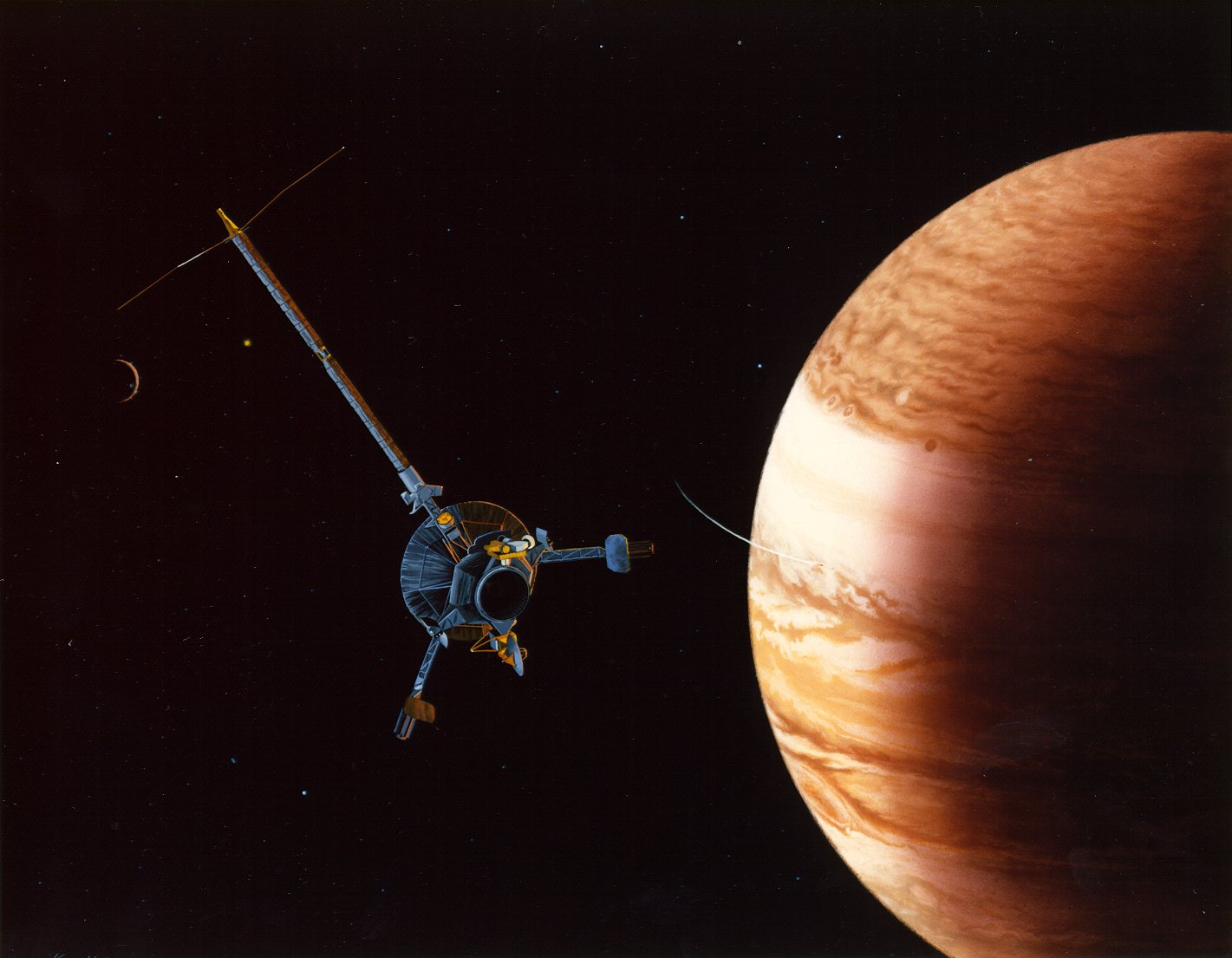
Visión artística del arribo de Galileo a Júpiter.

Hasta el momento, Galileo ha sido la única misión espacial que se ha quedado orbitando al planeta, desde el 7 de diciembre de 1995, hasta ser destruido siete años después, cuando la misión fue abandonada el 21 de septiembre de 2003 habiendo realizado 35 órbitas. Durante este periodo se reunió gran cantidad de información sobre el planeta y su sistema, aunque no fue tan grande como se preveía debido a un fallo en el despliegue de su antena de transmisión. Los principales acontecimientos durante los ocho años que abarcó la misión incluyeron múltiples vuelos en todas las lunas galileanas incluyendo Amaltea, siendo la primera sonda en hacerlo. En parte, fue testigo del impacto del cometa Shoemaker-Levy 9, ya que se acercó a Júpiter en 1994 y envió una prueba atmosférica del planeta en diciembre de 1995.
Una sonda atmosférica fue desplegada desde Galileo en julio de 1995, entrando a la atmósfera el 7 de diciembre de ese año. Después de descender en ella con gran fuerza g fue destruida por la presión y la temperatura después de atravesar 150 km de atmósfera y recoger datos durante 57.6 minutos, plazo durante el cual la sonda fue sometida a 22 veces la temperatura terrestre, a 153 °C. Se cree que fue fundida y probablemente, evaporada. Galileo en sí corrió con la misma suerte, aunque más rápidamente, después de ser dirigido deliberadamente hacia el planeta a  5 × 104 m/s (50 km/s) con el fin de evitar que fallara y pudiera contaminar Europa.
Entre los resultados científicos obtenidos por Galileo se cuentan la primera observación de nubes de amoníaco en la atmósfera de un planeta diferente al nuestro; la atmósfera crea nubes de hielo de amoniaco a partir de materiales procedentes de las profundidades. Asimismo, confirmó la amplia actividad volcánica que se sospechaba en Ío, cien veces mayor a la terrestre, considerando el calor y su frecuencia como un ejemplo de lo que fue la Tierra recién formada; en esta luna observó además las complejas interacciones plasmáticas de la atmósfera, lo que origina corrientes eléctricas similares a las del planeta que orbita. También aportó pruebas que confirman la existencia de un océano líquido bajo el hielo de la superficie de Europa y realizó la primera detección de un considerable campo magnético alrededor de un satélite (Ganímedes), la evidencia de campos magnéticos que sugieren la presencia de un océano salado bajo la superficie visible de Europa, Ganímedes y Calisto, así como de una delgada capa atmosférica en las tres lunas, denominada exósfera.
Galileo proporcionó además datos para facilitar la comprensión de la formación de los anillos de Júpiter, que se generaron, al parecer, por el polvo interplanetario de meteoroides y rotura de las pequeñas lunas, así como la observación de dos anillos exteriores y la posibilidad de que exista uno adicional en la órbita de Amaltea. Galileo identificó la estructura y dinámica global de la magnetósfera del planeta.

### Cassini–Huygens (2000)

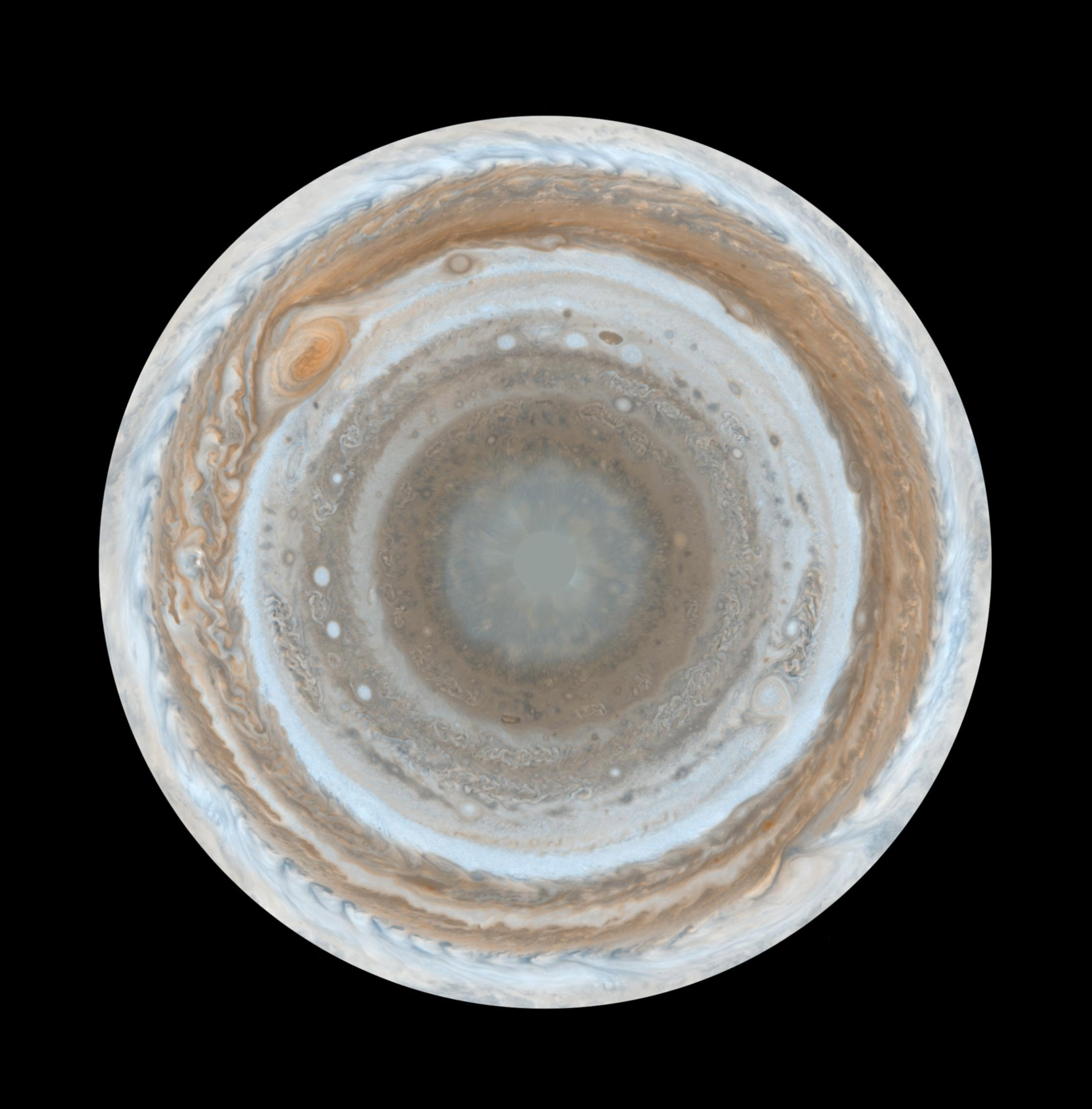
Júpiter desde su polo sur, fotografía tomada en diciembre de 2000 por Cassini–Huygens.

En 2000, en su viaje hacia Saturno, Cassini–Huygens se acercó al planeta, aportando algunas de las imágenes de mayor calidad tomadas a Júpiter hasta entonces, realizando su máxima aproximación el 30 de diciembre de ese año y efectuando algunas mediciones científicas. Cassini-Huygens tomó alrededor de 26 000 imágenes durante el transcurso de los meses que duró su vuelo junto a Júpiter, haciendo uno de los mapas a color más detallados, en el cual los elementos más pequeños son visibles se encuentran aproximadamente alrededor de 60 km.
Uno de los principales hallazgos de la misión espacial fue anunciado el 6 de marzo de 2003, acerca de la circulación atmosférica de Júpiter; los cinturones oscuros se alternan con las zonas iluminadas de la atmósfera. Durante mucho tiempo los científicos creían que las zonas, con sus nubes pálidas, eran las regiones de donde surgía el aire hacia la atmósfera exterior, de manera similar a como ocurre en la Tierra. Sin embargo, con el análisis de las imágenes de Cassini-Huygens se evidencia que las células de tormenta individuales surgen en las brillantes nubes blancas, demasiado pequeñas como para ser vistas desde la Tierra, a excepción de cuando se encuentran inmersas en los cinturones oscuros. 

The belts must be the areas of net-rising atmospheric motion on Jupiter, [so] the net motion in the zones has to be sinking.
Los cinturones pueden ser las áreas de la creciente red de movimiento atmosférico en Júpiter, [por lo que] la red de movimiento de las zonas ha de hundirse.
Anthony del Genio, del Goddard Institute for Space Studies de la NASA.

Otras observaciones atmosféricas incluyeron un oscuro remolino con forma de óvalo en la alta neblina atmosférica, con tamaño similar al de la Gran Mancha Roja, cerca del polo norte, e imágenes en infrarrojo revelaron datos de la circulación de las regiones polares, con bandas de viento que las rodean y bandas adyacentes que se mueven en direcciones opuestas, anuncio que generó discusión sobre el comportamiento de los anillos de Júpiter. La dispersión de la luz por partículas en los anillos demostró que estas presentan formas irregulares (no esféricas) y probablemente sean producto de eyecciones de impactos en las lunas del planeta, como Adrastrea y Metis. El 19 de diciembre de 2000, la nave tomó una imagen de baja resolución de Himalia, que se encontraba muy distante en el momento de la toma, por lo que no pueden apreciarse detalles de la superficie de esa luna en la fotografía.

### New Horizons (2007)

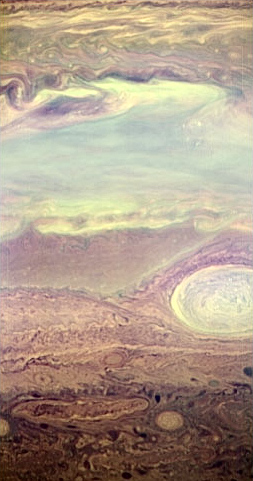
Imagen infrarroja de Júpiter tomada por New Horizons.

En su viaje hacia Plutón, New Horizons se acercó a Júpiter en búsqueda de asistencia gravitatoria, siendo la primera nave espacial lanzada a ese planeta desde la Tierra desde que se había hecho lo mismo con Ulysses en 1990. Utilizando el mecanismo de Reconocimiento de Imágenes a Largo Alcance (en inglés Long Range Reconnaissance Imager, abreviado LORRI) tomó las primeras imágenes de Júpiter el 4 de septiembre de 2006. La nave inició un estudio más detallado del sistema de Júpiter en diciembre de ese año y el 28 de febrero de 2007 realizó su máxima aproximación.
Estando en Júpiter realizó mediciones detalladas de las lunas interiores, en particular, Amaltea; midió los volcanes de Ío y estudió los satélites galileanos, además de otras lunas como Himalia y Elara. Estudió asimismo la Pequeña Mancha Roja, la magnetósfera y el delgado sistema de anillos.

## Colisión del cometa Shoemaker-Levy 9
En julio de 1992 la órbita del cometa Shoemaker-Levy 9 pasó junto al Límite de Roche de Júpiter, y las fuerzas de marea del planeta lo destrozaron, tirando de este. El cometa fue observado posteriormente como una serie de fragmentos de hasta 2 km de diámetro; fragmentos que colisionaron con el hemisferio sur de Júpiter entre los días 16 y 22 de julio de 1994, con una velocidad aproximada de  6 × 104 m/s (60 km/s), siendo la primera colisión directa observada en objetos del sistema solar. Si bien los impactos no fueron vistos desde naves espaciales sino desde telescopios instalados en la Tierra y orbitándola (el Hubble, por ejemplo), su estudio aportó detalles acerca de la composición atmosférica del planeta, así como su papel en la reducción de basura espacial del sistema solar interior. Al estar tan cerca de esos planetas (Mercurio, Venus, Tierra y Marte) y gracias su masa y tamaño, Júpiter recibe impactos de cometas más frecuentemente que los demás del sistema solar.
Los observadores tenían la esperanza de que los impactos dejaran ver algo más allá de las cimas de las nubes al ser atravesadas, ya que los fragmentos del cometa perforarían la atmósfera; las observaciones espectroscópicas revelaron la presencia de azufre diatómico (S2) y sulfuro de carbono (CS2), la primera detección en Júpiter y tan solo la segunda detección de S2 en cualquier objeto astronómico, así como de amoníaco (NH3) y ácido sulfhídrico (H2S). Las prominentes cicatrices de las colisiones permanecieron por varios meses y fueron más visibles que la Gran Mancha Roja.

## Pruebas futuras
La NASA llevó a cabo una misión a Júpiter para estudiar en detalle su órbita polar, con el nombre de Juno. La sonda llegó al planeta en 2016. Una vez Juno orbitó ambos polos, estudió la composición del planeta, sus campos gravitatorio y magnético, así como su magnetósfera; además se pretende encontrar pistas acerca de cómo se formó el planeta, incluyendo comprobar si posee un núcleo sólido, medir la cantidad de agua presente en lo profundo de su atmósfera, la distribución de la masa existente y el estudio de sus vientos, que pueden llegar a alcanzar los  6 × 105 m/s[cita requerida] (2 160 000 km/h).
Además, debido a la posibilidad de que exista un océano líquido en Europa, una de las lunas, ha habido interés en estudiarla detalladamente, dedicándosele una misión espacial, la JIMO (Jupiter Icy Moons Orbiter), que se espera sea lanzada en algún momento posterior a 2017, sin embargo, al haber sido considerada muy ambiciosa, se canceló la financiación a la misma.
En octubre de 2007 la Agencia Espacial Europea presentó la candidatura del Cosmic Vision 2015-2025, un posible programa científico a futuro que incluye la misión espacial Laplace y pretende estudiar todo el sistema del planeta (incluyendo sus lunas y anillos), y la recolección de datos para responder si Europa es habitable, así como dudas acerca de la formación de los satélites y el funcionamiento del sistema global. La misión podría llevarse a cabo a través de tres plataformas en órbita para realizar observaciones coordinadas en Europa, los demás satélites, la atmósfera y el interior. De ser aprobada, la misión se realizaría en acción conjunta con la Agencia Japonesa de Exploración Aeroespacial y la NASA.